# Museo de Historia Natural de Harvard

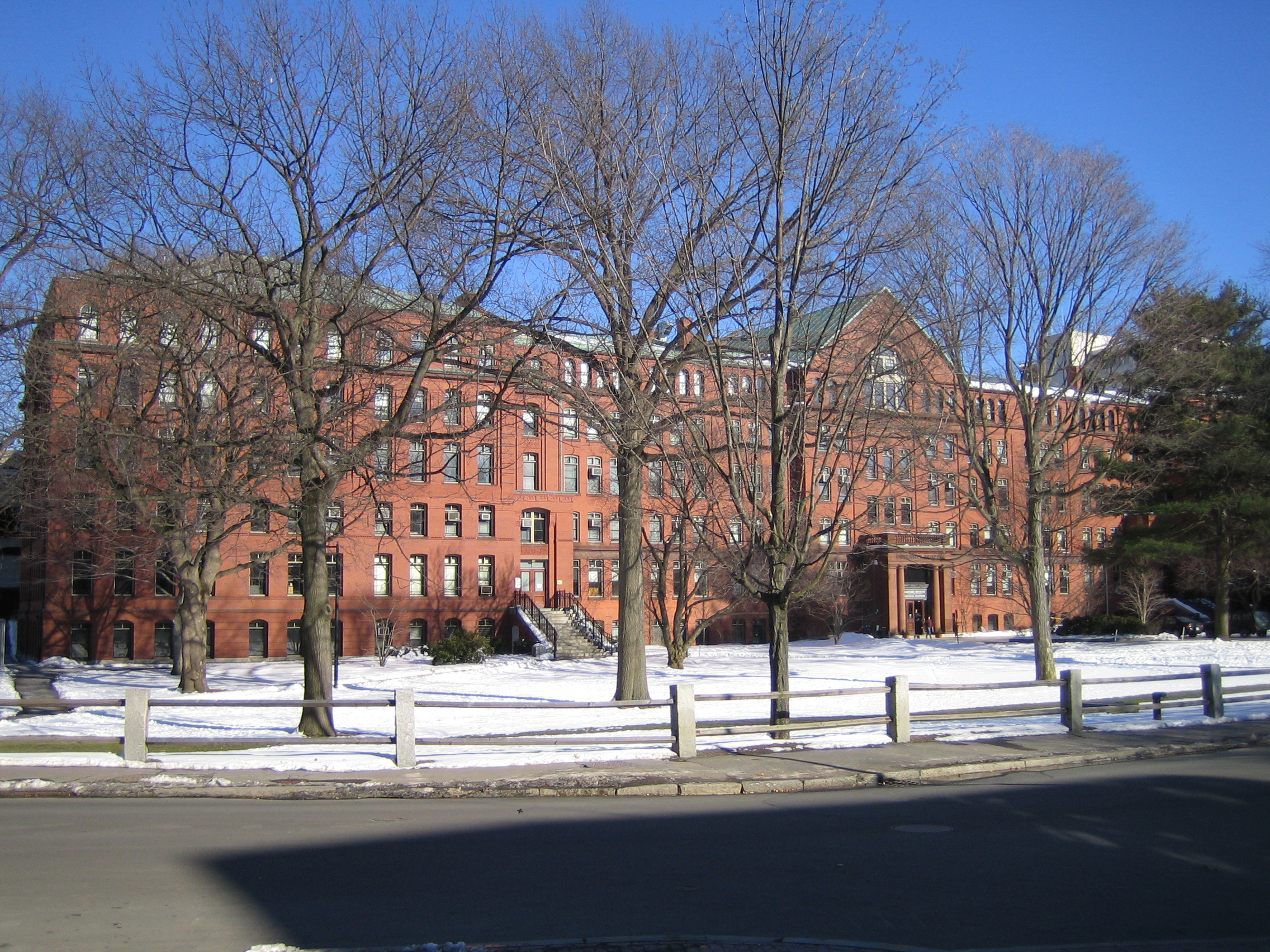
Edificio del Museo Universitario del Museo de Historia Natural de Harvard.

El Museo de Historia Natural de Harvard es un museo de historia natural ubicado en el Edificio del Museo de la Universidad, ubicado en el campus de la Universidad de Harvard en Cambridge, Massachusetts.
Muestra una muestra de especímenes extraídos de las colecciones de los tres museos de investigación de historia natural de la Universidad:
- los Herbarios de la Universidad de Harvard
- el Museo de Zoología Comparada
- el Museo Mineralógico de Harvard.

El museo está conectado físicamente al Museo Peabody de Arqueología y Etnología en 26 Oxford Street. Una entrada otorga a los visitantes acceso a ambos museos. En diciembre de 2012, Harvard anunció un nuevo consorcio, los Museos de Ciencia y Cultura de Harvard, cuyos miembros son el Museo de Historia Natural de Harvard, el Museo Semítico, el Museo Peabody y la Colección de Instrumentos Científicos Históricos.

## Historia
El Museo de Historia Natural de Harvard fue creado en 1998 como la "cara pública" de tres museos de investigación: el Museo de Zoología Comparada, el Museo de Mineralogía y Geología de Harvard y los Herbarios de la Universidad de Harvard. Sus exposiciones se basan en las colecciones de historia natural de la Universidad de Harvard; La facultad de investigación de Harvard proporciona experiencia; y los programas para los miembros y el público en general brindan un intercambio de información e ideas. Con más de 210.000 visitantes en 2013, el Museo de Historia Natural de Harvard es el museo más visitado de la universidad. El Museo de Historia Natural de Harvard es uno de los cuatro museos públicos que forman parte de un nuevo consorcio creado en 2012, los Museos de Ciencia y Cultura de Harvard.

## Exhibiciones

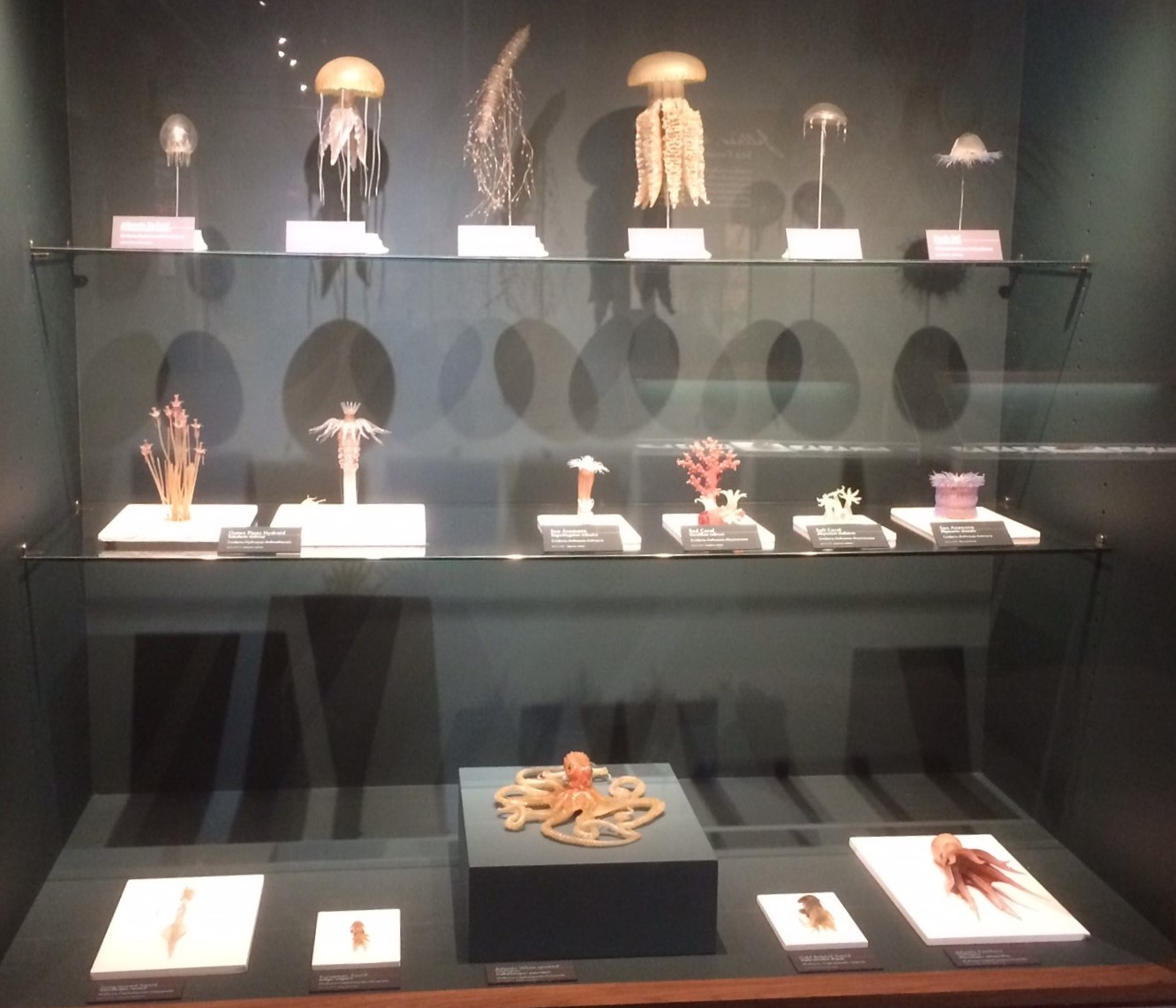
Una muestra de las criaturas marinas de cristal de Blaschka

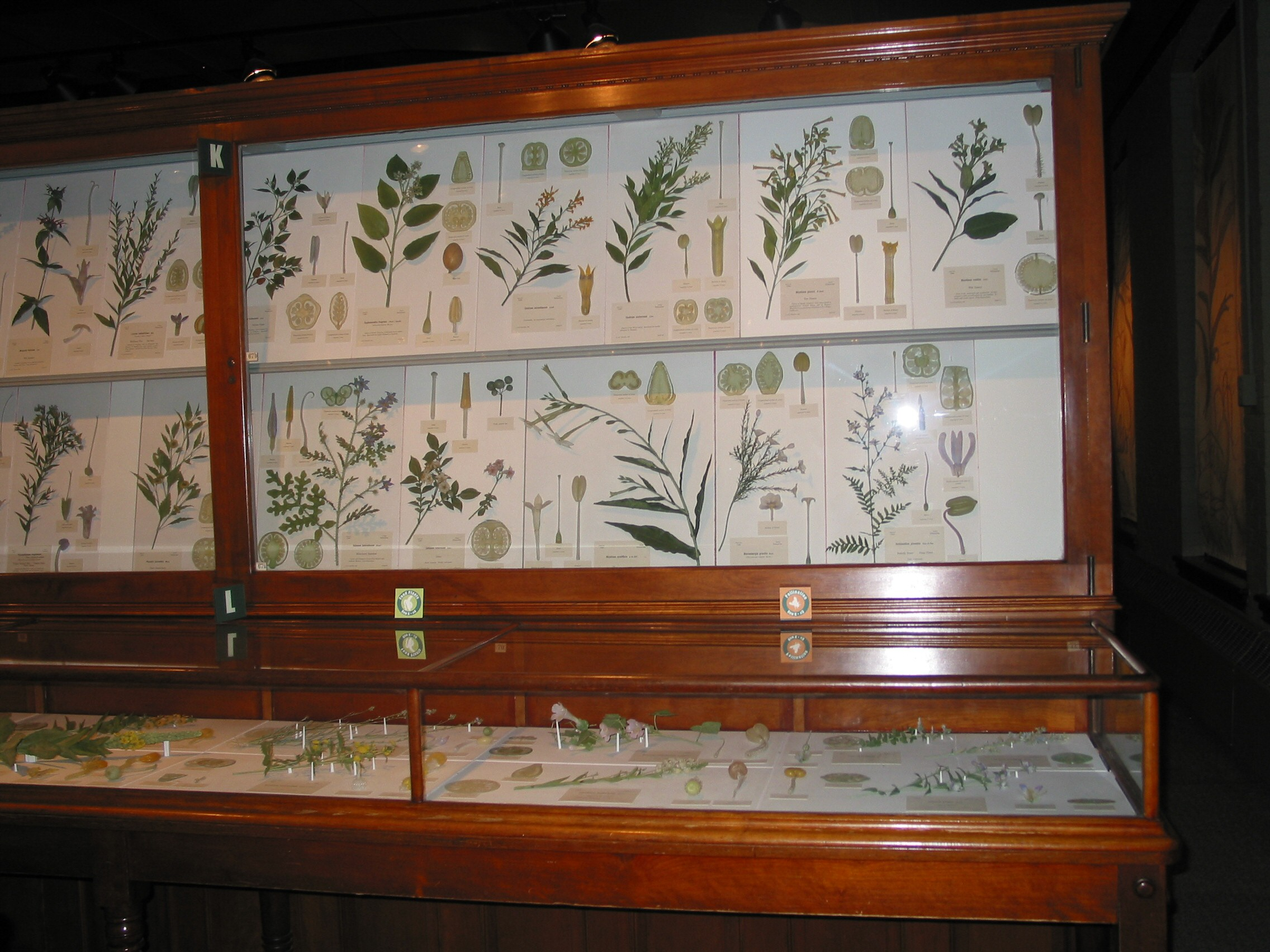
Una muestra de las Flores de Cristal

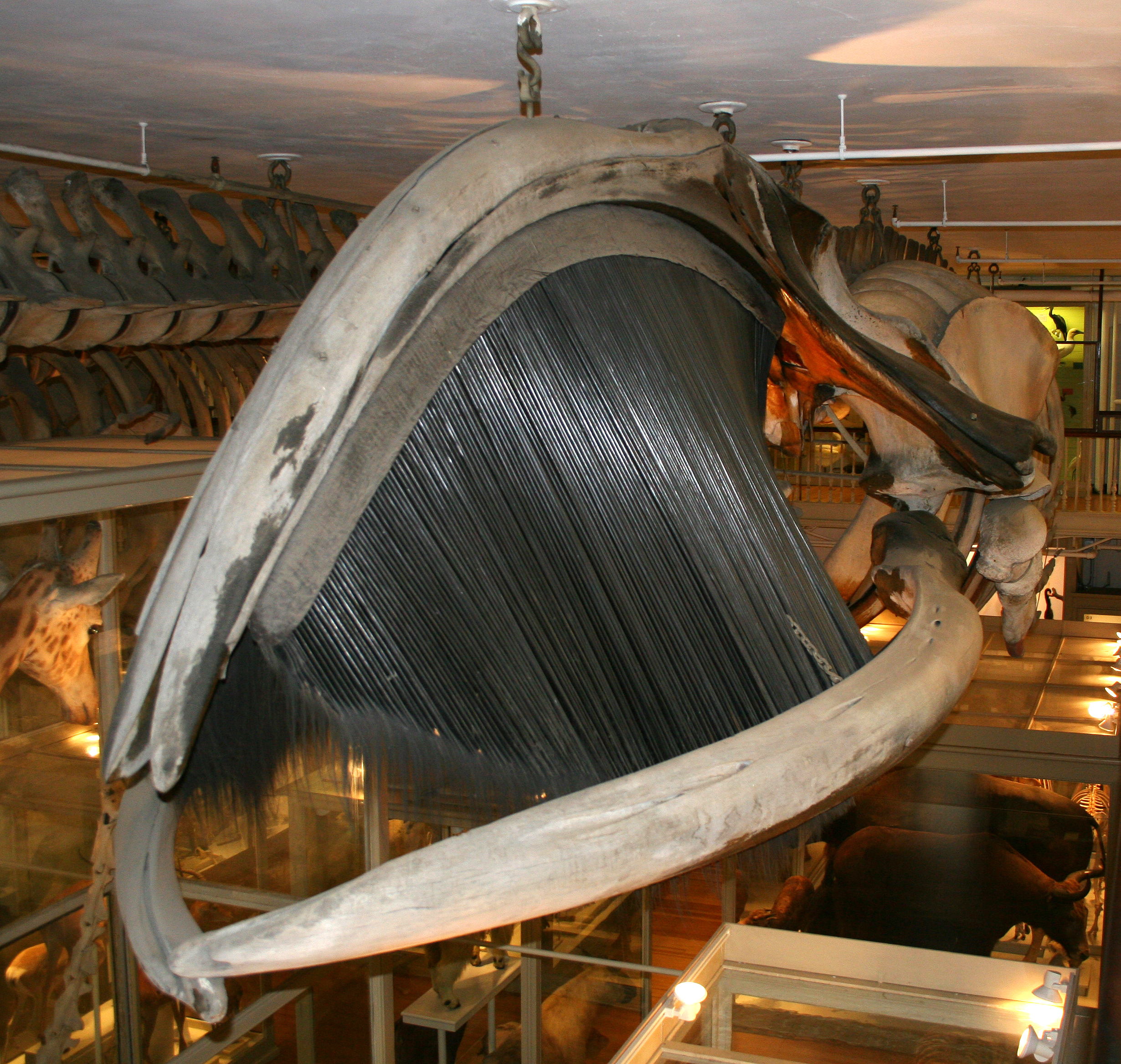
Esqueleto de una ballena franca suspendida del techo del segundo piso del museo

En las galerías permanentes del museo, los visitantes encuentran la diversidad de la vida en la Tierra, desde dinosaurios hasta invertebrados fósiles y reptiles, hasta grandes mamíferos, aves y peces, y el único Kronosaurus montado. Las galerías mineralógicas presentan una exhibición sistemática de meteoritos, minerales y piedras preciosas. Las galerías también albergan la colección histórica Ware Collection of Blaschka Glass Models of Plants, popularmente conocida como Glass Flowers y una nueva exposición, Sea Creatures in Glass, muestra parte de la colección de Blaschka del Museo de Zoología Comparativa de Harvard de modelos de invertebrados marinos. Además, una serie de exposiciones cambiantes se centran en nuevas investigaciones en la Universidad. Las exposiciones actuales incluyen Maine Woods: Un viaje en fotografías con Scot Miller de Thoreau (hasta febrero de 2015), Moluscos: Maestros sin cáscara del reino marino y Bosques de Nueva Inglaterra en la Galería de la familia Zofnass.

## Programas
Los programas educativos del museo brindan un enfoque práctico basado en la observación. Con una reputación cada vez mayor como fuente de educación científica única y eficaz y una asociación exitosa con las escuelas públicas de Cambridge, el museo da la bienvenida a un número cada vez mayor de escolares y sus familias a sus programas cada año.
Las conferencias públicas son otra de las actividades del museo. El museo alberga presentaciones gratuitas periódicas de biólogos de Harvard, conservacionistas internacionales y autores populares que llevan a su público a una mirada más cercana a los problemas actuales en el mundo de la ciencia y la naturaleza.
Un programa de viajes complementa la misión del museo de mejorar la conciencia del mundo natural. Viajando en pequeños grupos a menudo dirigidos por profesores de ciencias de Harvard, los viajeros del Museo experimentan destinos que son de particular importancia como puntos de interés reconocidos de biodiversidad.

## Operaciones
El museo está basado en miembros, con más de 3200 miembros actuales, principalmente del área metropolitana de Boston. Si bien el museo está afiliado a la Facultad de Artes y Ciencias de Harvard y recibe un apoyo importante de la Universidad, obtiene la mayor parte de sus ingresos operativos de las admisiones, la membresía, los obsequios y los ingresos programáticos.